# Pouzolzia taiwaniana
Pouzolzia taiwaniana är en nässelväxtart som beskrevs av C.I Peng och S.W.Chung. Pouzolzia taiwaniana ingår i släktet Pouzolzia och familjen nässelväxter. Inga underarter finns listade i Catalogue of Life.